# Bulbophyllum ambatoavense
Bulbophyllum ambatoavense är en orkidéart som beskrevs av Jean Marie Bosser. Bulbophyllum ambatoavense ingår i släktet Bulbophyllum och familjen orkidéer. Inga underarter finns listade i Catalogue of Life.